# 1018
1018 (MXVIII) je bilo navadno leto, ki se je po julijanskem koledarju začelo na sredo.

## Dogodki
- 30. januar - Sklenitev Budišinskega miru, ki zaključi nemško-poljsko vojno (1002-18) med rimsko-nemškim cesarjem Henrikom II. in poljskim vojvodo Boleslavom Hrabrim.
- februar - V bitki pri Draču pade zadnji bolgarski cesar Prvega bolgarskega cesarstva Ivan Vladislav. Večina plemstva se preda in vstopi v bizantinsko plemstvo.
- 22. marec - Po umoru hamudidskega kalifa Kordobe Hammuda al-Nasirja je za novega kalifa izvoljen Omajad Abd ar-Rahman IV., vendar le-tega izžene al-Nasirjev brat al-Kazim al-Mamun.
- 18. avgust - Pade še zadnja trdnjava bolgarskega upora proti Bizantinskemu cesarstvu pri gori Tomor v današnji Albaniji. Upor je s tem popolnoma zatrt in ozemlje Bolgarov v celoti vključeno v meje Bizantinskega cesarstva.
- Nemški kralj Henrik II. poskuša neuspešno disciplinirati holandskega grofa Dirka III., ki je imel nadzor nad trgovskimi plovnimi potmi do Severnega morja.
- Spor za nasledstvo v Kijevski Rusiji med bratoma in pretendentoma Svjatopolkom I. in Jaroslavom doseže vrhunec. Svjatopolku priskoči na pomoč z ekspedicijsko silo njegov tast in poljski vojvoda Boleslav I. Hrabri, ki začasno zavaruje položaj za svojega zeta. Jaroslav se zaradi premoči umakne iz Kijeva v Novgorod, kjer ima zagotovljeno varstvo.
- Po smrti danskega kralja Haralda II. postane Knut poleg kralj Danske in hkrati Anglije.
- V bitki pri Kanah v južni Italiji bizantinske sile odločujoče porazijo vojsko langobardskega upornika Melesa iz Barija, ki jo pretežno tvorijo normanski najemniki. Bizantinske sile so si kot protiutež bistveno pomagale z varajaškimi najemniki.
- Wales: upornik Llywelyn ap Seisyll premaga Aeddana ap Blegywryda in s tem postane novi kralj valižanske žepne kraljevine Gwynedd.
- Južno indijska tamilska kraljevska dinastija Čola pod vodstvom Radžendre I. začne z obsežno amfibijsko invazijo na Sri Lanko, ki jo zavzame.
- Tretja korejsko-kitanska vojna (1018-19): kitajska dinastija Liao začne z invazijo na korejsko kraljevino Goryeo. Korejci izbojujejo odločilno zmago v bitki pri Kuju.

## Rojstva
- 31. avgust - Džeongdžong, korejski kralj dinastije Gorjeo († 1046)

Neznan datum
- Bagrat IV., gruzijski kralj († 1072)
- Ferdinand I., kralj Kastilije in Leona († 1065)
- Hartaknut, danski in angleški kralj († 1042)
- Hugo IV., grof Maineja († 1051)
- Nizamul al-Mulk, turški (seldžuški) vezir († 1092)
- Radžadhiradža Čola, tamilski kralj čolskega imperija († 1054)
- papež Viktor II. († 1057)
- Wen Tong, kitajski slikar iz dinastije Severni Song († 1079)

## Smrti
- februar - Ivan Vladislav, car Prvega bolgarskega cesarstva
- 22. marec - Ali ibn Hammud al-Nasir, hamudidski kalif Kordobe
- 23. junij - Henrik I., avstrijski mejni grof iz rodbine Babenberžanov
- 1. december - Thietmar Merseburški, nemški kronist (* 975)

Neznan datum
- Abd Ar-Rahman IV., izvoljeni omajadski kalif Kordove
- Aeddan ap Blegywryd, valižanski kralj Gwynedda
- Harald II., danski kralj